# Erin Triebová
Erin Grace Triebová (nepřechýleně Erin Trieb; * 1982) je americká fotoreportérka, zaměřuje se na mezinárodní sociální problémy a v současnosti sídlí v tureckém Istanbulu.

## Raný život a kariéra

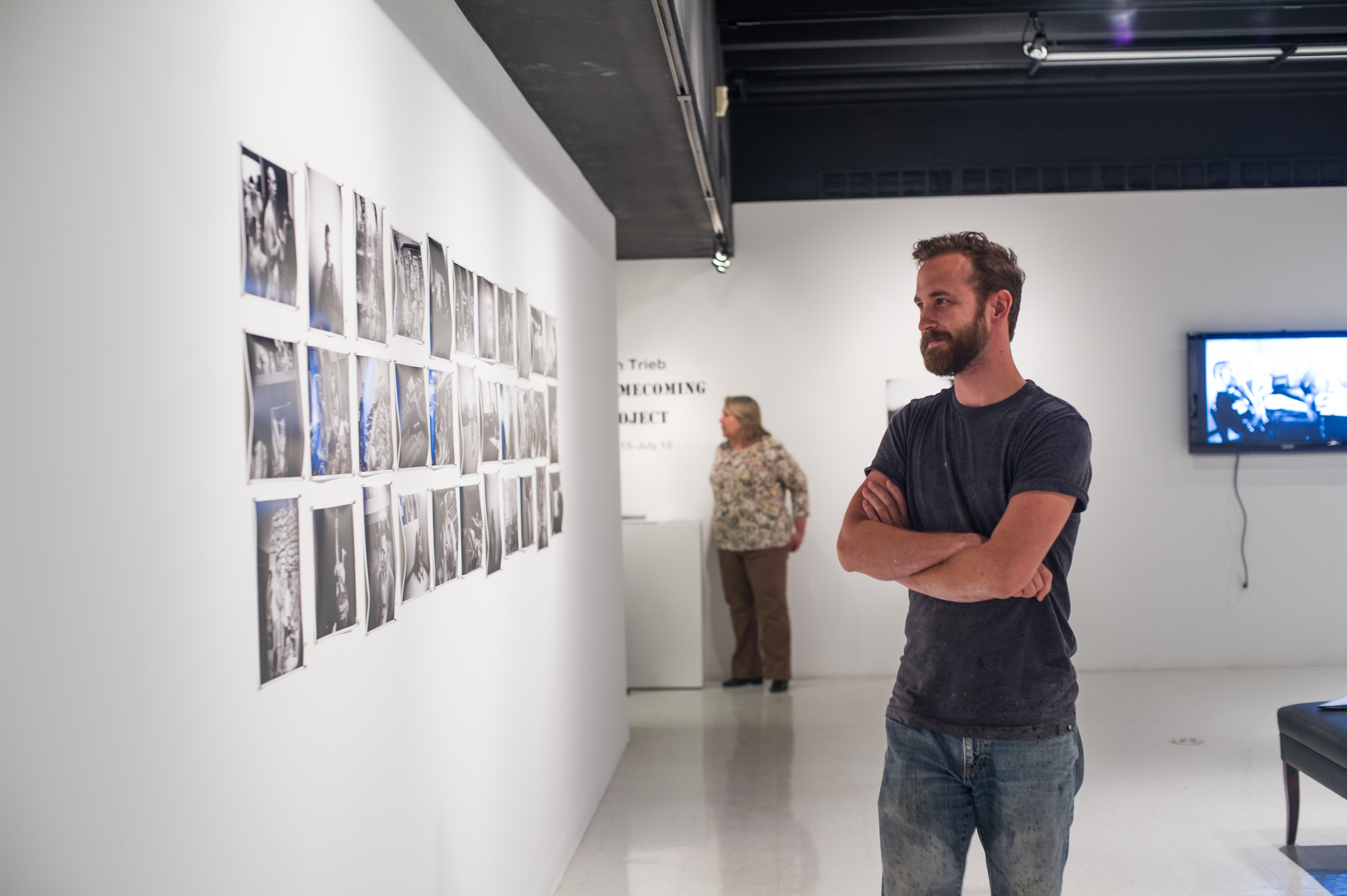
Výstava Battle Company a The War At Home na Texas A&M University–Commerce, Commerce, Texas, 2015

Triebová se narodila 1. července 1982 v Dallasu v Texasu. Její rodiče jsou Michele Pegues a Mark Alan Trieb. Získala bakalářský titul na Texas A&M University–Commerce.
Triebová začala svou kariéru ve fotografii v Izraeli a Palestině v roce 2004. V roce 2005 pracovala jako novinářská korespondentka na částečný úvazek pro Houston Chronicle a The Dallas Morning News.

## Profesionální fotožurnalistika
Triebová začala svou kariéru jako profesionální fotoreportérka v roce 2007. Pracovala pro řadu časopisů a novin.  Pracovala po celém světě, ale zaměřuje se na Blízký východ a Spojené státy. Mezi země, které Triebová navštívila v rámci své fotožurnalistiky, patří Izrael, Sýrie, Palestina, Irák, Bosna a Turecko. Fotografický ředitel NBC News James Collins popsal Triebovou jako „vizuálně kreativní ženu, ale také jako solidní novinářku". Práce s fotografiemi a vizuálními novinkami jako Triebová začíná měnit způsob, jakým určité kultury nahlížejí na svou identitu. V troce 2022 dokumentovala ruskou invazi na Ukrajinu.

## Projekty a pozoruhodné fotografie

### Ženské obranné jednotky
Triebová strávil šest dní fotografováním ženské složky kurdské armády, jednotek ženské ochrany (Women's Protection Units, YPJ). Fotografovala jejich každodenní život i bojové situace a uprchlíky, které chrání.

### Projekt Návrat domů
Jedním z největších projektů autorky je The Homecoming Project. Byl navržen tak, aby upozornil na posttraumatickou stresovou poruchu a zahájil dialog o tom, jak pomoci vojákům, kteří s ní bojují. Triebová následovala členy desáté horské divize armády Spojených států v Afghánistánu. Poznamenává, že nejtěžší částí tohoto projektu nebyly přestřelky, nášlapné miny nebo skutečnost, že byla jedinou ženou v dohledu (společnost, která se začíná dostávat na povrch), bylo to vidět, jaký vliv má válka na tyto lidi. Triebová vypráví, že většina vojáků měla nějaké psychické problémy.  Projekt Homecoming zahájil rozhovor o tom, jak se vypořádat s problémy duševního zdraví, kterým vojáci čelí. Autorčina série byla vystavována po celém světě. Internetové stránky Triebové popisují projekt Homecoming zobrazující „trauma, ztrátu, odvahu a boj, které tolik členů služby zažívá po odchodu z bojiště“.

### Dívčí basketbal v Iráku
Triebová fotografovala ženský basketbalový tým v iráckém Kurdistánu krátce po konfliktu ISIS v roce 2014. Během této doby nebyly ženské sporty v této oblasti široce přijímány. Triebová nafotografovala příběh žen, které se snaží změnit způsob, jakým je vidí jejich země.

## Ženské problémy
Zhruba 10 % těch, kdo se zabývají fotožurnalistikou, jsou ženy. Triebová je součástí Women Photograph, organizace, která upozorňuje na fotografky a fotoreportérky po celém světě a snaží se snížit velké rozdíly mezi pohlavími v tomto odvětví. Byla hlavní „ikonou“ ve speciálním dobrodružném ženském vydání časopisu Outside. Triebová je zanícenou zastánkyní genderové a etnické diverzifikace ve fotožurnalistice a říká: „Menšiny, zejména ženy a lidé jiné barvy pleti, mají jedinečný pohled a hlas, který je třeba vidět a slyšet. A je částečně na ochotě a vynaloženém úsilí našeho odvětví, abychom v tomto ohledu provedli vážné změny.“

## Ocenění
- 2005: Ženy ve fotožurnalistice, příjemkyně stipendia
- 2007: AI-AP Award, vybrané dílo do knihy výročních cen
- 2007: Mezinárodní cena Pictures of the Year (POYi), Magazine News Picture Story, Kinky Friedman pro guvernéra, 2. místo
- 2007: Portrétní příběh World Press Photo Award, Kinky Friedman pro guvernéra, 3. místo
- 2009: Příjemkyně stipendia Rory Peck Trust
- 2010: AI-AP Award, vybrané dílo do knihy výročních cen
- 2010: Mezinárodní cena Pictures of the Year, General New Reporting, Afghánistán: Za frontovou linií, Award of Excellence
- 2011: Selected, Art Director's Club Young Guns 9 Competition pro kreativce do 30 let
- 2012: Příjemkyně grantu FotoVisura
- 2014: Cena Alumni Ambassador Award, Texas A&M University–Commerce
- 2015: Mezinárodní fotografie roku, dokument, 3. místo, We Are The YPJ
- 2015: Photoville's The Fence, Vybrané práce a výstava, We Are The YPJ
- 2015: Cena Magenta Foundation Flash Forward Emerging Photographer
- 2015: AI-AP Award, vybrané dílo do knihy výročních cen
- 2016: AI-AP Award, vybrané dílo do knihy výročních cen
- 2016: Portrétní cena festivalu Head On Photo

## Výstavy
- 2007: V centru pozornosti: Texas Documentary Photographers, The Majestic Ranch Arts Foundation, Boerne, Texas
- 2007: Kinky Friedman pro guvernéra Texasu, projekce, na festivalu Visa Pour L'Image, Perpignan, Francie
- 2007: 64. mezinárodní putovní výstava Obrázky roku, vystavovaná po celém světě
- 2007: Putovní výstava World Press Photo Awards, vystavovaná po celém světě
- 2008: Kinky Friedman pro guvernéra Texasu, projekce, Slideuck Potshow, Shangrila, Austin, Texas
- 2009: Afghánistán: Za frontovou linií, výstava, Předsunutá operační základna Shank, provincie Lógar, Afghánistán
- 2009: Afghanistan: Behind The Frontlines, Projection, Slideuck Potshow, Shangrila, Austin, Texas
- 2010: Afghanistan: Behind The Frontlines, Projekce v Pecha Kucha, Austin, Texas
- 2011: Portréty vojáků v Kandaháru, instalace projekce, wellness konference Operation Warrior pořádaná Donnou Karen a nadací Davida Lynche, Urban Zen Center, New York City
- 2011: Výstava Art Director's Club Young Guns 9 Winners, sponzorovaná Corbisem, ADC Gallery, New York City
- 2011: Návrat domů, projekce na fotografickém festivalu LOOK3, kurátor Scott Thode, Charlottesville, Virginie
- 2011: 29. výroční výstava členů juried, Houston Center For Photography, Houston, Texas
- 2011: Návrat domů, projekce na Bursa International Photofest, Bursa, Turecko
- 2012: iSee Exhibition, VII Group Show, Griffin Museum of Photography by Digital Silver Imaging, Belmont, Massachusetts
- 2012: Battle Company, výstava Our Voices, pořádaná Rose Charities, Milk Gallery, New York City
- 2012: The Homecoming Project, projekce ve spolupráci s The Austin Symphony Orchestra v The Long Center For The Performing Arts, kurátor Scott Thode, The Long Centre Campus, Austin, Texas
- 2012: Výstava FotoVisura, kurátorka FotoVisura, United Photo Industries Gallery, Dumbo, New York
- 2012: Ženy ve fotografii, Projekce práce z The Homecoming Project, kurátorka FotoVisura & Photoville, Photoville Festival, Brooklyn, New York
- 2012: Winter in America, kurátorka FotoVisura, Third Floor Gallery, Cardiff, UK
- 2012: The Homecoming Project, The End Of War Exhibition, Tilt Gallery, Phoenix, Arizona
- 2012: The Homecoming Project, výstava The End Of War, Northlight Gallery, Phoenix, Arizona
- 2012: Soldier, At Ease, Houston Center of Photography, Houston, Texas
- 2012: War/Photography: Images of Armed Conflict and its Aftermath, Museum of Fine Arts Houston; dílo zahrnuté ve stálé sbírce, Houston, Texas
- 2013: In War's Wake: The Aftermath of Ireland and Afghanistan, pořádané The Homecoming Project, The Dougherty Arts Center, Austin, Texas
- 2013: The Gun Show, Fovea Exhibitions, Beacon, New York
- 2013: Battle Company na Somerville Toy Camera Fest, Nave Gallery Annex, Somerville, Massachusetts
- 2013: War/Photography: Images of Armed Conflict and its Aftermath, The Annenberg Space for Photography, Los Angeles, and The Corcoran Gallery of Art, Washington DC
- 2014: 2014 Print Auction Exhibition, Houston Center For Photography, Houston, Texas
- 2014: Bosna: 20 Years After The War, Projekce, Slideuck Potshow, Austin
- 2014: War & Memory, spolukurátor a prezentující umělec, Fovea Exhibitions, Beacon, New York
- 2014: Soldier-Citizen-Artist, spolukurátor a prezentující umělec, The Mid-America Art Alliance Culture Lab Gallery, Kansas City, Missouri
- 2014: War & Memory, představený The Homecoming Project ve spolupráci s Foveou, spolukurátorem a umělcem, Photoville Festival, Brooklyn, New York
- 2014: Návrat domů, projekce, Mezinárodní festival fotografie Besiktas, FotoIstanbul, Istanbul, Turecko
- 2015: Výstava 1 z 20, představující práce z The Homecoming Project, Head On Photo Festival, Sydney, Austrálie
- 2015: We Are The YPJ, představený United Photo Industries na výstavě The Fence, Boston; Atlanta; Houston; New York
- 2015: Battle Company a The War At Home, samostatná výstava v Texas A&M University Gallery, Commerce, Texas
- 2015: War & Memory, uvádí The Homecoming Project s Foveou a Photoville, spolukurátorem a umělcem, Photoville Festival, Hamburg, Německo
- 2015: The Homecoming Project, The University of Texas – San Antonio Gallery, San Antonio, Texas
- 2016: Promítání projektu Homecoming, The PhotoJourn Festival v Bangkoku v Thajsku